# 有明町 (鹿児島県)
有明町（ありあけちょう）は、鹿児島県の東部にあった町で、曽於郡に属していた。
2006年1月1日、志布志町・松山町と合併（新設合併）して市制施行、志布志市となり消滅した。

## 地理
鹿児島県大隅半島の東部に位置する。町域の一部は大崎町に囲まれた飛地となっており、町域内には大崎町の飛地もある。
- 川：菱田川

## 歴史
廃藩置県までは日向国諸県郡志布志郷（郷については外城制を参照）。

### 近現代
- 1889年4月1日 - 町村制度発足により、南諸県郡志布志村が発足。
- 1891年8月8日 - 志布志村が東志布志村・西志布志村・月野村（のちの大隅町，現曽於市）に分割される[1]。
- 1897年4月1日 - 南諸県郡・東囎唹郡が合併し囎唹郡の所属となる[2]。
- 1955年4月1日 - 西志布志村が野方村の一部を編入。
- 1958年4月1日 - 西志布志村が町制を施行し、有明町と改称。
- 2006年1月1日 - 志布志町・松山町と合併し志布志市の一部となる。市役所本庁は旧有明町役場に置かれたが、2021年に本庁は志布志支所（旧志布志町役場）に移転し、旧本庁は有明支所に変更された。

## 行政
- 町長：本田修一（2003年 - 2005年12月31日）

## 産業
- 特産品：イチゴ・メロン・茶・ウナギ

## 地域

### 教育

#### 中学校
- 有明町立有明中学校
- 有明町立宇都中学校
- 有明町立伊崎田中学校

#### 小学校
- 有明町立有明小学校
- 有明町立伊崎田小学校
- 有明町立蓬原小学校
- 有明町立野神小学校
- 有明町立通山小学校
- 有明町立原田小学校
- 有明町立山重小学校

## 交通
- 最寄り空港は鹿児島空港・宮崎空港。
- 最寄り鉄道駅は志布志駅または都城駅。

### バス路線

#### 一般路線バス
- 大隅交通ネットワーク

### 道路

#### 自動車専用道路
- 都城志布志道路（末吉松山有明道路）
  - 松山インターチェンジ

#### 一般国道
- 国道220号（全域で国道448号が重複）
- 国道269号

## 名所・旧跡・観光スポット・祭事・催事

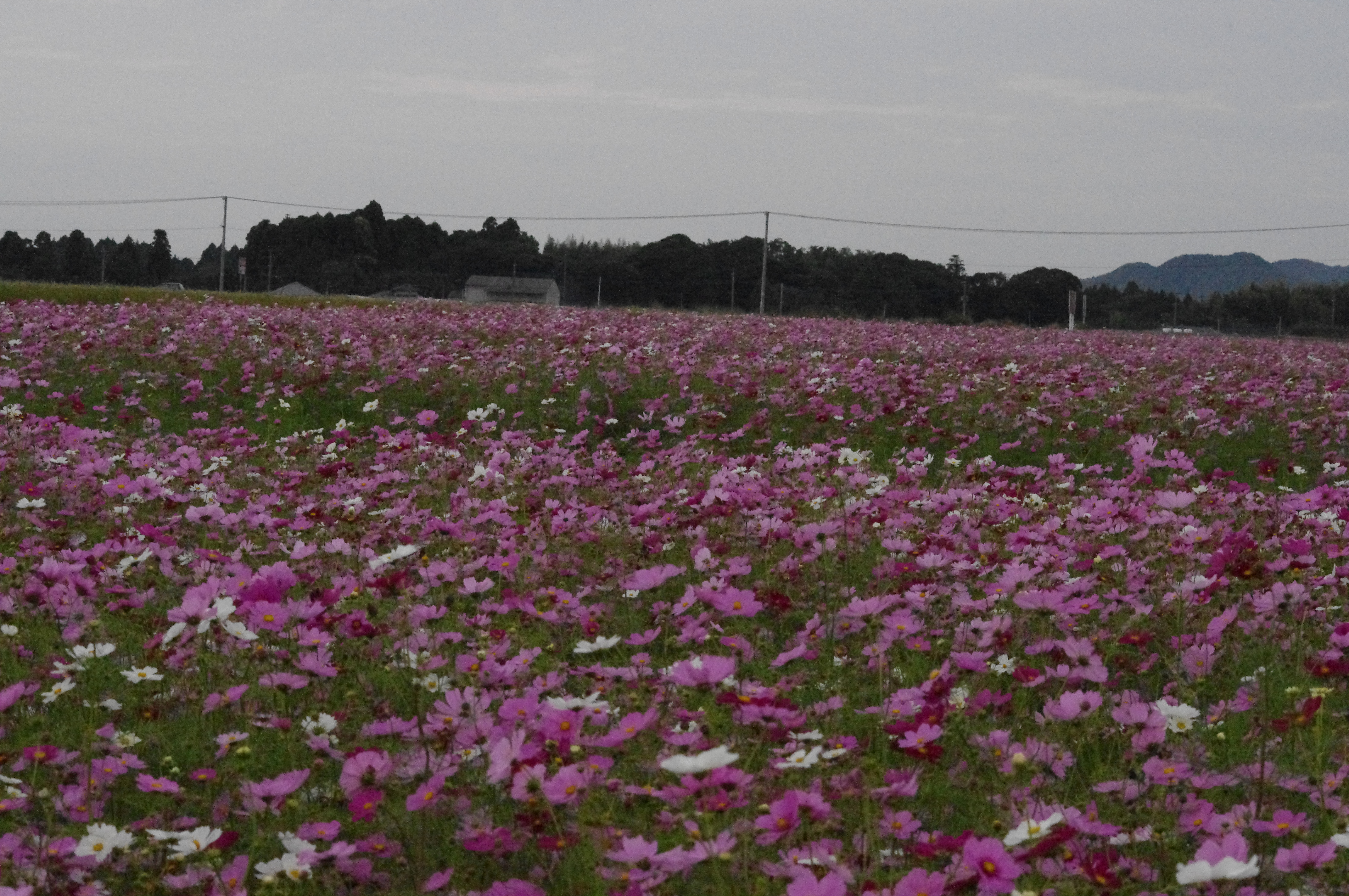
コスモスロード

- 蓬の郷
- 高下谷親水公園
- 香花園